# Insinuation
Das Wort Insinuation und das zugehörige Verb insinuieren (lateinisch insinuatio bzw. insinuare) bedeutet wörtlich „an den Busen (sinus) bringen“, also „an das Herz legen“ oder „nahelegen“, ursprünglich sowohl im Sinn einer Schmeichelei als auch einer förmlichen Eingabe.

## Rhetorik
Die Insinuation steht bildungssprachlich als rhetorisches Mittel für „Unterstellung“, „Verdächtigung“, „Einflüsterung“, „Andeutung“. Wer etwas insinuiert, stellt einen Vorwurf oder eine Anschuldigung absichtlich indirekt in den Raum.
Beispiel: „Ich halte X eigentlich für zu intelligent, einen solchen Fehler bei der Kontrolle zu übersehen.“ − Damit insinuiert der Sprecher, X habe die Sache nicht kontrolliert oder den Fehler vorsätzlich durchgehen lassen.

## Rechtssprache
Aus dem Römischen Recht herstammend, ist Insinuation eine veraltete Bezeichnung für eine öffentliche, förmliche Eingabe einer Sache vor Gericht.
Als Insinuationsdokument (documentum insinuationis) wurde die formale Bestätigung einer gerichtlichen Vorladung bezeichnet. Dementsprechend war der Insinuationsmandatar die zum Empfang einer gerichtlichen Vorladung berechtigte Person.